# 维尔吉尼尤斯·希克什尼斯
维尔吉尼尤斯·希克什尼斯（1956年1月26日—），立陶宛生物化学家。其工作主要是关于涉及核酸代谢的酶的结构-功能关系。他的小组研究了细菌抗病毒作用相关蛋白质的生物化学、生物物理和结构学性质，2007年开始研究CRISPR-Cas机制，是最先阐明Cas9蛋白编程的DNA切割的科学家之一。
希克什尼斯大学在维尔纽斯大学主修有机化学，1978年获硕士学位。1981年入莫斯科国立大学学习酶动力学，次年获博士学位。毕业后在维尔纽斯应用酶学研究所工作。1993年赴德国马克斯·普朗克生物化学研究所做访问学者。1995年成为维尔纽斯生物化学研究所蛋白质-DNA相互作用部的主席科学家。2007年成为立陶宛科学院生物科技研究所委员会主席。曾获立陶宛国家科学奖（2001）、沃伦·阿尔珀特基金会奖（2016，与卡彭蒂耶、杜德纳等一起）。